# Carry That Weight
Carry That Weight is een lied dat geschreven is door Paul McCartney van The Beatles. Zoals gebruikelijk in deze periode staat het op naam van Lennon-McCartney. Carry That Weight verscheen in september 1969 op het album Abbey Road, en is het zevende nummer van de Abbey-Road-Medley. Het nummer werd als één geheel opgenomen met het voorgaande nummer Golden Slumbers.

## Opname
De opname van Golden Slumbers/Carry That Weight begon op 2 juli 1969 zonder Lennon, die pas op 9 juli zijn stempartij zou inzingen na zijn herstel van een auto-ongeval in Schotland. De unisono door de vier leden van The Beatles in dit nummer is een zeldzaamheid in hun oeuvre.

## Muzikanten
Bezetting volgens Ian MacDonald
- Paul McCartney – zang, piano, ritmegitaar
- John Lennon – zang
- George Harrison – zang, basgitaar, leadgitaar
- Ringo Starr – zang, drums

- Zonder vernoeming: 12 violen, 4 altviolen, 4 celli, 1 contrabas, 4 hoorns, 3 trompetten, 1 trombone, 1 bastrombone

## Andere versies
- Het laatste deel van de Abbey-Road-Medley, bestaande uit Golden Slumbers, Carry That Weight, en The End, is vaak door McCartney live gespeeld na het uiteenvallen van The Beatles, onder andere tijdens zijn wereldtournee 'The Paul McCartney World Tour' in 1989-90. Een opname van de medley tijdens een concert in Toronto, Canada, op 7 december 1989, werd uitgebracht op zijn livealbum Tripping the Live Fantastic.
- Jennifer Hudson zong Golden Slumbers/Carry That Weight in de film Sing uit 2016.
- Himesh Patel zong een versie van Carry That Weight in voor de film Yesterday uit 2019, een film met muziek van The Beatles.